# Lex Hortensia
Закон Гортензия (лат. Lex Hortensia) — закон диктатора Квинта Гортензия 287 года до н. э.
Плебеи выселились на Яникул (лат. Mons Janiculus)  вследствие чего происходит очередное обострение политической борьбы в Риме. Выход из сложившегося положения новоизбранный диктатор видит в подтверждении пункта закона Валерия и Горация 449 года до н. э., в котором решение плебса по трибам автоматически получает силу закона, не нуждаясь в одобрении (лат. auctoritas) сената. Закон Гортензия консолидировал класс рабовладельцев.